# Bulbophyllum gilvum
Bulbophyllum gilvum là một loài phong lan thuộc chi Bulbophyllum.